# Compsibidion thoracicum
Compsibidion thoracicum là một loài bọ cánh cứng trong họ Cerambycidae.